# Новопучкаково
Новопучка́ково (рос. Новопучкаково, башк. Яңы Боҫҡаҡ) — присілок у складі Чекмагушівського району Башкортостану, Росія. Входить до складу Юмашевської сільської ради.
Населення — 90 осіб (2010; 113 у 2002).
Національний склад:
- чуваші — 96 %